# Bezwładnościowy system kierowania
Bezwładnościowy system kierowania – sposób kierowania obiektami latającymi według ustalonego programu lotu, w którym do pomiaru położenia obiektu w przestrzeni wykorzystuje się siły bezwładności działające na obiekt. Bezwładnościowy system kierowania wykorzystuje się przede wszystkim w balistycznych pociskach rakietowych średniego i dalekiego zasięgu, w samolotach-pociskach oraz rakietach satelitarnych i kosmicznych.